# San Francisco (Venezuela)
El municipio de San Francisco fue creado el 22 de enero de 1995, bajo la división político territorial presentada por el diputado de la Asamblea Legislativa, hoy Consejo Legislativo del Estado Zulia (Clez), el economista Saady Bijani, propuso este nuevo municipio para atender directamente las necesidades del pueblo y luego se convirtiera en su primer alcalde, reelecto en 2 elecciones municipales.
Su nombre hace referencia a San Francisco de Asís.

## Historia
Antes de 1736, en el sitio de La Cañada, surgió un hato llamado La Punta de Don Francisco, nombre que el lugar adoptó a partir de dicha propiedad. La expresión "La Punta" proviene de la ubicación del inmueble, asentado sobre una porción de terreno que se adentraba en el Lago de Maracaibo y tenía esa forma característica. En ese lugar nació un caserío que se convirtió en el centro poblado de mayor arraigo y tradición. Allí se construyeron la primera iglesia, la primera casa municipal, el primer juzgado, la primera escuela y el primer cementerio. También se comenzó a llamar "plaza" al terreno situado frente a la iglesia, donde en 1947 se levantó la actual Plaza Urdaneta.

El investigador Iván Salazar Zaid, en su trabajo inédito Aspectos Históricos de San Francisco, señala que:
“En 1830, el coronel ingeniero Agustín Codazzi, a solicitud del Congreso Constituyente de ese mismo año, elaboró un Atlas Físico y Político de la República de Venezuela. Dicho atlas incluye un mapa de la Provincia de Maracaibo donde se recogen todos los nombres de las poblaciones y lugares de dicha provincia. El nombre de San Francisco como población no aparece aún en el referido mapa, pero sí se observa que, entre la ciudad de Maracaibo y la población de La Cañada, aparece una pequeña protuberancia de tierra o punta en la ribera del lago, a la que Codazzi da el nombre de ‘Punta de San Francisco’.” (1840: 58)
El hato La Punta de Don Francisco fue fundado, posiblemente, por don Francisco de Lizaurzábal, a quien la Corona española le concedió licencia para construir un oratorio en dicho hato el 22 de diciembre de 1836.
Después de Lizaurzábal, el hato tuvo varios propietarios, hasta que en 1870 fue adquirido por Francisco López, un hombre caritativo y bondadoso. El hato poseía un pozo de agua dulce que se derramaba y del cual muchos pobladores se abastecían. Con el tiempo, la gente dejó de decir “vamos al hato La Punta de Don Francisco” y comenzó a decir simplemente “vamos al hato de Don Francisco”.
Testimonios orales y escritos revelan que en 1903, tras la muerte de Zoilo Araujo, su esposa e hijos vendieron el hato a Telemina Soto. Para entonces, la propiedad ya no era conocida como Hato Don Francisco, sino como San Francisco, ubicado en la parroquia del mismo nombre.
De lo anterior se desprende que, por una evolución natural del lenguaje, la expresión Punta de Don Francisco fue simplificándose hasta convertirse en San Francisco.
No obstante, diecinueve años antes, en 1881, el nombre San Francisco ya había sido reconocido oficialmente por primera vez, durante una sesión ordinaria del Concejo Municipal de Maracaibo, presidida por el bachiller Abraham Belloso, en la cual se eligieron las primeras juntas parroquiales.
El municipio San Francisco fue creado oficialmente el 22 de enero de 1995, como parte de la nueva división político-territorial del estado Zulia, presentada por el diputado de la extinta Asamblea Legislativa —hoy Consejo Legislativo del Estado Zulia (Clez)— el economista Saady Bijani, quien posteriormente se convertiría en su primer alcalde, siendo reelecto en dos ocasiones por el pueblo de San Francisco.

## Localización
Se encuentra ubicado en la parte central de la Parroquia San Francisco.

## Actividad económica
Su principal actividad económica es el comercio , así como lo es la actividad pesquera.
Parques: San Francisco cuenta con dos plazas Plaza Bolívar que se han convertido en un atractivo turístico local, además de ser el lugar de las ferias locales.

## Características
Es una población pequeña con pocas calles, su calle principal es la avenida 5 (San Francisco) , que la conecta con los municipios Maracaibo y La Cañada de Urdaneta.

## Transporte

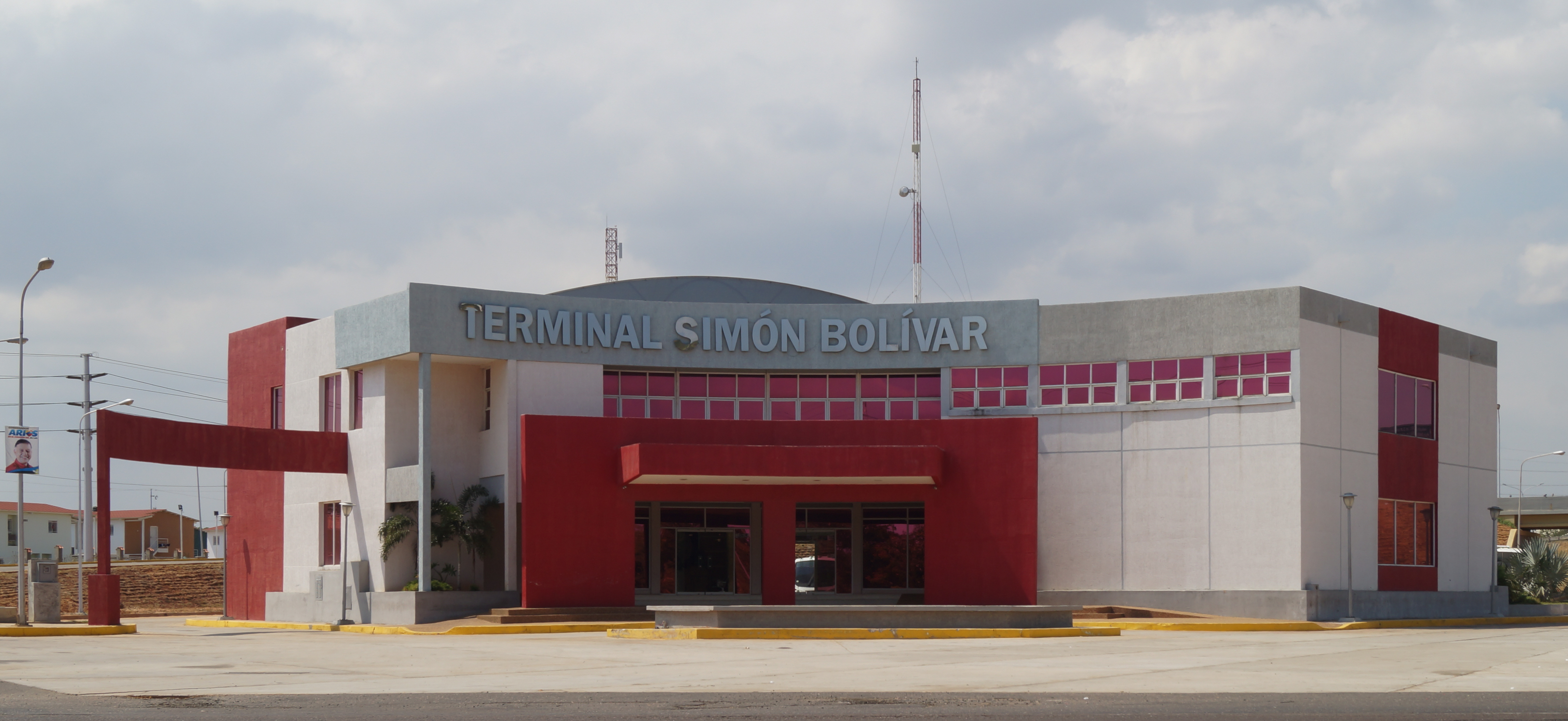
Terminal Simón Bolívar de San Francisco.

San Francisco tiene algunas líneas de carros por puesto que son:
- Centro
- El Bajo
- La Coromoto
- La Coromoto 2
- Betulio González
- La Polar
- Sierra Maestra
- El Callao
- El Soler
- Los cortijos

## Ciudades hermanas
- Maracaibo y la Cañada de Urdaneta